# Kimber James
Kimber James (nascuda el 2 d'abril de 1988 a Miami, Florida, Estats Units) és una actriu pornogràfica transsexual. L'any 2010, Kimber va guanyar el Premi AVN a l'Artista transsexual de l'any.
James va començar la seva carrera en la indústria del porno com a assistent de l'artista transsexual Gia Darling, posteriorment va fer el seu debut en el film Transsexual Babysitters 4. En 2008, es va convertir en la primera actriu transsexual a signar amb l'agència de models LA Direct Models. El juny de 2009, va realitzar la seva primera actuació amb una dona, en una escena amb Angelina Valentine, i l'any 2010 va aparèixer en la revista Maxim.
James va néixer amb la síndrome de Klinefelter i va començar la reassignació de sexe a l'edat de 12 anys. Fins a l'any 2012, Kimber era una transsexual que s'havia sotmès a un tractament hormonal i a diverses cirurgies per feminitzar els seus trets (especialment la cara i els pits), però no s'havia sotmès a una operació completa de canvi de sexe, conservant els seus genitals.
En l'any 2013 Kimber se sotmet finalment a una operació de vaginoplàstia, amb el qual aconseguia finalment completar el seu procés de reassignació de sexe, i tornava a reintegrar-se en la indústria pornogràfica.

## Premis i nominacions
| Any  | Cerimònia  | Premi                             |
| ---- | ---------- | --------------------------------- |
| 2010 | Premis AVN | Artista transsexual de l'any      |
| 2011 | Premis AVN | Artista transsexual de l'any      |
| 2013 | Premis AVN | Millor escena de sexe transsexual |